# 4427 Burnashev
4427 Burnashev eller 1971 QP1 är en asteroid i huvudbältet som upptäcktes den 30 augusti 1971 av den ryska astronomen Tamara Smirnova vid Krims astrofysiska observatorium på Krim. Den har fått sitt namn efter astronomerna och makarna Bella Burnasjeva och Vladislav Burnasjev.
Asteroiden har en diameter på ungefär tolv kilometer och tillhör asteroidgruppen Eos.